# Strich (Winkeleinheit)

Kompassrose mit Stricheinteilung

Strich heißen in der Nautik und bei der Artillerie gebräuchliche Hilfsmaßeinheiten zur Angabe von ebenen Winkeln. Es handelt sich um zwei verschiedene Winkeleinheiten, die auch verschiedene Einheitenzeichen und Anwendungsbereiche haben:
- Nautischer Strich: 1/32 Vollwinkel, also 360° = 32 Strich, 1 Strich = 11,25°
- Artilleristischer Strich (auch mil; Schweiz: Artilleriepromille A‰): 1/6400 Vollwinkel, also 360° = 6400 Strich

Der nautische Strich hat nach der Norm DIN 1301 Teil 3 das Einheitenzeichen " und der artilleristische Strich das Einheitenzeichen ¯ . Beide werden ohne Zwischenraum hinter den Zahlenwert geschrieben, z. B.: 8" oder 1600¯ = 90°.
Der nautische Strich hängt mit der früher üblichen Einteilung der Kompassrose zusammen und entspricht einem Viertel von 45°, dem Winkelunterschied der acht „Weltgegenden“ der antiken Nautik.
Der artilleristische Strich wurde u. a. eingeführt, weil sein Sinus fast genau ein Tausendstel beträgt.

## Der nautische Strich
Ein nautischer Strich entspricht dem 32. Teil eines Vollkreises, beträgt also 11,25° oder 200¯.
In der Schifffahrt ist die nautische Winkeleinheit Strich teilweise noch für Seitenpeilungen zur groben Richtungsangabe gebräuchlich. Die Strichteilung findet sich auch bei der Einteilung der Windrose wieder. Kompasspeilungen werden jedoch üblicherweise im Gradmaß, Winkelmessungen mit dem Sextanten im Gradmaß mit Dezimalminuten durchgeführt.
„Zwei Strich achterlicher als querab“, bezogen auf die Fahrtrichtung, also 112,5° (= 90° + 22,5°) oder 247,5° (= 270° − 22,5°), ist in den Kollisionsverhütungsregeln ein auf die Querachse des Schiffes bezogenes Maß. Wer sich mehr als zwei Strich achterlicher als querab von einem vorausfahrenden Fahrzeug befindet, sieht dessen weißes Hecklicht und gilt, falls er sich nähert, als Überholer, ist also ausweichpflichtig.
Im Schiffbau bemüht man sich gelegentlich, diese Regel in die Gestaltung von Brücken einfließen zu lassen: der Fahrstand ragt nach vorne heraus, und die restliche Brücke ist bis zu den Nocken „zwei Strich achterlicher als querab“ nach hinten angeschrägt, damit der Wachoffizier freie Sicht auf den relevanten Sektor hat.
Mit dem Namen Vierstrichpeilung wird ein Spezialfall der Versegelungspeilung bezeichnet.

## Der artilleristische Strich
Die Einheit Artilleristischer Strich wird insbesondere im Militär in der Vermessung und Feuerleitung verwendet. Ein Strich entspricht 1/6400 Vollwinkel = 0,05625 Grad oder etwa 0,98175 Milliradiant.

### Vorteile

#### Praxis
Aufgrund dieser Anpassung ergeben sich folgende Vorteile: 
- Es ergeben sich „glatte“ Teilungen (64 = 26), Beispiel: 90° = 6400 Strich / 4 = 1600 Strich.
- Für „normale“ Aufgaben ist keine Angabe von Kommastellen erforderlich.
- Da 1 Strich auf 1 km Entfernung eine Bogenlänge von ca. 1 m abdeckt, sind mit der MKS-Formel (s. u.) einfache Berechnungen möglich.
- Militärische Ferngläser, Vermessungs- und Richtoptiken enthalten Strichplatten, die ein genaues Ablesen von Strichwerten ermöglichen. Wenn ein anvisierter Gegenstand von beispielsweise 2 m Höhe genau 1 Strich abdeckt, ist er 2 km entfernt.

#### MKS-Formel
Die MKS-Formel ist eine vereinfachte Anwendung des Strahlensatzes. Dabei steht
- M für Meter der Zielbreite
- K für Kilometer zum Ziel
- S für Strichzahl des das Ziel abdeckenden Winkels.

Aufgelöst nach der jeweils zu bestimmenden Größe lautet die Formel
- M = K × S
- K = M / S
- S = M / K

Anwendungsbeispiele:
Bestimmung der Entfernung vom ZielSieht man durch ein Fernglas ein Fahrzeug mit einer geschätzten Länge von 6 m und nimmt dieses Fahrzeug auf der Strichplatte 12 Strich  ein, dann beträgt die Entfernung zum Fahrzeug 0,5 km, denn: K = 6 (m) / 12 (Strich) = 0,5 km.
Bestimmung der ZielbreiteSieht man im Fernglas ein 2,5 km entferntes Gebäude, das einen Winkel von 10 Strich abdeckt, dann hat dieses Ziel eine Breite von 25 m, denn: M = 2,5 (km) × 10 (Strich) = 25 m
Verwendung des DaumensprungsEin Daumensprung entspricht ganz grob 100 Strich: Bei einem Ziel in 0,1 km Entfernung beträgt die seitliche Ablage des Daumensprungs 10 m. Ist die Ablage 20 m, dann ist das Ziel 200 m entfernt.

### Sonderfälle

#### Schweden
In Schweden war früher eine abweichende Kreisteilung in 6300 Teile (streck) üblich. 1 Strich entsprach dann 0,99733 Milliradiant, die MKS-Formel war zwar genauer erfüllt, aber es ergaben sich unbequeme Zahlen. Die Kreisbezifferung bei schwedischen Richtmitteln hört bei 62 auf (63 = 0), damit kann man solche Geräte eindeutig zuordnen.
Die zugehörigen Winkelfunktionstafeln gelten aber nur für diese Instrumente, sie sind nicht für die 6400er-Teilung verwendbar.

#### Staaten des Warschauer Pakts und Finnland
In der Armee der früheren UdSSR und später den Staaten des Warschauer Pakts sowie in Finnland wurde eine Kreisteilung in 6000 Strich verwendet.

#### Bundeswehr
In der Vermessung und Feuerleitung der Artillerie und Mörser werden Richtungswinkel, Schussrichtung und Teilring stets als Winkel zu Gitternord in Strich angegeben.

#### Schweizer Artillerie

Vollkreis mit 6400 Artilleriepromille

In der Schweizer Armee verwendet man Artilleriepromille anstelle von Strich, um eine absolute Richtungsangabe zu machen. Die Verwendung unterscheidet sich dadurch, dass 0 A‰ (resp. 6400 A‰) nach Norden zeigt (Norden bezieht sich dabei auf den Gitternord), während sich die Angabe in Strich relativ auf die Visierrichtung bezieht.